# The Loss of a Teardrop Diamond
The Loss of a Teardrop Diamond es una película de 2009 por el director Jodie Markell. La película está basada en la obra de Tennessee Williams de 1957. La película es protagonizada por Bryce Dallas Howard en el papel principal de Fisher Willow.

## Producción
En noviembre de 2006, se anunció que Lindsay Lohan iba a interpretar el papel principal, pero en marzo de 2007, Bryce Dallas Howard estaba en negociaciones para el papel de Lohan y fue elegida. El rodaje comenzó el 13 de agosto de 2007 en Baton Rouge, Luisiana.

## Elenco
- Bryce Dallas Howard como Fisher Willow.
- Chris Evans como Jimmy.
- Ellen Burstyn como la señorita Addie.
- Ann-Margret como la tía Cornelia.
- Mamie Gummer como Julie.
- Will Patton como Dobyne.
- Jessica Collins como Vinnie.
- Zoe Perry como Mathilde.

## Recepción
La película ha recibido críticas generalmente negativas. Rotten Tomatoes reportó que el 26% de los críticos le habían dado una crítica positiva basada en 38 críticas, dándole un puntuaje de 4.4/10.